# Bistum Idiofa
Das Bistum Idiofa (lateinisch Dioecesis Idiofaensis, französisch Diocèse d’Idiofa) ist eine in der Demokratischen Republik Kongo gelegene römisch-katholische Diözese mit Sitz in Idiofa.

## Geschichte
Das Bistum Idiofa wurde am 13. April 1937 durch Papst Pius XI. mit der Apostolischen Konstitution Quo uberiores aus Gebietsabtretungen der Apostolischen Vikariate Kasaï Superiore und Koango o Kwango als Apostolische Präfektur Ipamu errichtet. Die Apostolische Präfektur Ipamu wurde am 12. Februar 1948 durch Papst Pius XII. mit der Apostolischen Konstitution Missio quaevis zum Apostolischen Vikariat erhoben.
Am 10. November 1959 wurde das Apostolische Vikariat Ipamu durch Papst Johannes XXIII. mit der Apostolischen Konstitution Cum parvulum zum Bistum erhoben und dem Erzbistum Kinshasa als Suffraganbistum unterstellt. Das Bistum Ipamu wurde am 20. Juni 1960 in Bistum Idiofa umbenannt.

## Ordinarien

### Apostolische Präfekten von Ipamu
- Alphonse Bossart OMI, 1937–1948

### Apostolische Vikare von Ipamu
- Alphonse Bossart OMI, 1948–1957
- René Toussaint OMI, 1958–1959

### Bischöfe von Ipamu
- René Toussaint OMI, 1959–1960

### Bischöfe von Idiofa
- René Toussaint OMI, 1960–1970
- Eugène Biletsi Onim, 1970–1994
- Louis Mbwôl-Mpasi OMI, 1997–2006
- José Moko Ekanga PSS, seit 2009